# Характеристическая кривая задания
Характеристическая кривая задания (ХКЗ) - это график функции, который показывает вероятность выполнения определенного задания теста людьми с разными уровнями способностей.

## Необходимость ХКЗ
Зачастую при тестовой оценке способностей используется метод общей оценки. Однако возникает проблема: при таком подходе не учитывается сложность заданий (т.е. способности индивида, решившего 3 сложных задания и того, который решил 3 простых задания, оцениваются как равные). В связи с этим возникает необходимость использования норм.
Например, можно использовать уровень трудности ("p-значения", т.е. пропорция испытуемых, выполняющих задания) наиболее сложных правильно решенных заданий как показатель способностей. Также можно вычислить среднюю сложность правильно решенных заданий. Однако проблема остается: слишком уж много разных показателей можно создать на основе "p-значений", и становится не ясно, какой именно показатель следует использовать для оценки способностей.
Один из возможных подходов к разрешению этой проблемы состоит в применении имеющейся математической модели, описывающей результаты выполнения человеком теста.

## Допущения, необходимые для построения ХКЗ
- вероятность верного выполнения индивидуумом задания зависит от способностей конкретного человека и от степени сложности тестового задания.
- "локальная независимость" (верное выполнение конкретного задания не зависит от успешности человека в выполнении других заданий, т.к. вероятность верного выполнения задания - функция способностей человека). Таким образом, каждое задание должно представлять собой новую проблему, не зависящую от предыдущих.
- все задания шкалы оценивают один конструкт
- вероятность того, что индивид с крайне низким уровнем способностей решит задание умеренной сложности, стремится к нулю
- вероятность того, что индивид с очень высоким уровнем способностей решит задание умеренной сложности, стремится к единице
- уровень трудности задания - это точка на кривой, в которой индивид верно решит задание с вероятностью в 50%
- по обе стороны от этой точки есть диапазон способностей, где вероятность верного решения индивидо задания непрерывно изменяется от 0 до 1.

Так, ХКЗ будет выглядеть следующим образом:
Этот график отображает вероятность верного решения задания людьми с разным уровнем способностей. На этом рисунке представлена "однопараметрическая модель" ХКЗ, так как она отображает только параметр сложности задания.
Это график "логистической функции", который можно описать математически:
{\displaystyle P_{i}(true|\varphi )={\frac {e^{1.7(\varphi -b_{i})}}{1+e^{1.7(\varphi -b_{i})}}}},
где {\displaystyle P_{i}(true|\varphi )} - вероятность того, что человек решит задание i правильно при условии, что он имеет уровень способностей, равный φ; e=2,718; φ - способности личности; bi - уровень трудности задания i.

## Двухпараметрическая логистическая модель
В двухпараметрической ХКЗ учитываются сразу  два параметра: показатели дискриминации (a) и трудности (b).
Показатель дискриминации - показатель "рассеивания" значений по оси ОХ.
{\displaystyle P_{i}(true|\varphi )={\frac {e^{1.7a_{i}(\varphi -b_{i})}}{1+e^{1.7a_{i}(\varphi -b_{i})}}}}.

## Трехпараметрическая логистическая модель
Здесь принимается в расчет также и вероятность угадывания (при наличии вариантов ответа задании).
{\displaystyle P_{i}(true|\varphi )=c_{i}+(1-c_{i}){\frac {e^{1.7a_{i}(\varphi -b_{i})}}{1+e^{1.7a_{i}(\varphi -b_{i})}}}},
где ci - вероятность, с которой индивид с очень низким уровнем способностей ответит на задание верно.

## Применение ХКЗ
Все три математические модели (ХКЗ) описывают связи между способностями человека и вероятностью его успешности при решении конкретных тестовых заданий. Т.е. имея информацию об уровне способностей индивида и параметрах задания, мы можем установить вероятность верного решения задания конкретным человеком.
Данный подход используется в теории сложности заданийй, где реализуется обратная логика: получив ответы человека на тестовые задания, мы хотим установить вероятные значения параметров каждого задания и уровень способностей каждого индивида.